# Jan Arends (schrijver)
Johannes Cornelis (Jan) Arends (Den Haag, 13 februari 1925 – Amsterdam, 21 januari 1974) was een Nederlands schrijver, dichter en literair vertaler.

## Levensloop
Jan Arends werd in Den Haag geboren als "onecht kind" van het twintigjarige katholieke weesmeisje Gerardina Elisabeth Arends. Zijn moeder trouwde twee jaar na zijn geboorte met de tien jaar oudere Frans Barend Arendsen. Vermoedelijk was Arendsen de biologische vader van Jan Arends. Uit het huwelijk werden nog twee kinderen geboren. In zijn jeugd heeft Jan Arends vijf jaar lang op een vrije school gezeten waar volgens de antroposofische leer van Rudolf Steiner onderwezen werd. Jan Arends viel uit de toon tussen de overwegend uit de hogere kringen afkomstige medeleerlingen en werd door hen gepest. De moeder van Jan Arends leed in ernstige mate aan reuma waardoor ze niet langer voor haar kinderen kon zorgen. Jan Arends werd tot zijn achttiende ondergebracht in het rooms-katholieke jongensinternaat van de Kruisvaarders van Sint-Jan te Rijswijk. Halverwege de Tweede Wereldoorlog moest hij dit internaat, waar hij tot schoenmaker opgeleid was, verlaten.
Na deze onfortuinlijke start werd de rest van zijn leven bepaald door de omstandigheden die kenmerkend waren voor de jaren veertig en vijftig en het begin van de jaren zestig van de twintigste eeuw. Jan Arends heeft een klein oeuvre van verhalen en gedichten nagelaten. Het werk van Jan Arends bevat veel autobiografische elementen en geeft een kritische visie op de Nederlandse maatschappij vanuit een persoonlijk perspectief. Zijn leven en zijn literaire werk zijn sterk met elkaar vervlochten.
- Maatschappelijke ontwrichting en de angst voor kou en honger spelen in het werk van Jan Arends een belangrijke rol. Deze angsten zijn voor het grootste deel terug te voeren op Jan Arends' ervaringen met de strenge vorst tijdens de hongerwinter en tijdens de winterperiodes in 1941, 1942 en 1947.[2][3]
- De verhalen beschrijven het dagelijkse bestaan van een alleenstaande man met een lage sociale status in de door de oorlog ontwrichte Nederlandse samenleving. De overheid stimuleerde emigratie, werkte aan de wederopbouw en spande zich in om de woningnood te bestrijden. Nederland werd in de eerste jaren na de oorlog als een van de armste landen binnen Europa beschouwd.
- Jan Arends heeft na zijn verblijf in het internaat veel verschillende baantjes gehad, waaronder ijscoventer, broodbezorger, portier in een hotel en fabrieksarbeider. Het is bekend dat hij zelfs zijn geluk beproefd heeft in Zweden. Een enkele keer werkte hij als schoenmaker. In 1955 vertaalde hij L'amie de Madame Maigret van Georges Simenon in het Nederlands. Hij is gedurende een langere periode copywriter voor een reclamebureau geweest. Hij werkte na verloop van tijd opmerkelijk vaak als huisknecht: volgens de overlevering rond de honderd keer maar dat lijkt onwaarschijnlijk.
- Tussen de verschillende dienstbetrekkingen door verbleef Jan Arends regelmatig in psychiatrische inrichtingen. Hij is opgenomen geweest in het Wilhelmina Gasthuis in Amsterdam, Beileroord in Beilen, de Valeriuskliniek in Amsterdam, Dennenoord in Zuidlaren, een alcoholistenkliniek in Haarlem en het Willem Arntszhuis in Utrecht. Volgens sommigen was Jan Arends minder gek dan hij zich voordeed en kwam een opname in een psychiatrisch ziekenhuis hem soms goed uit in een tijd dat de sociale voorzieningen voornamelijk uit verschillende vormen van liefdadigheid bestonden.

Over het leven van Jan Arends is weinig bekend omdat hij slechts weinig en meestal relatief kortdurende, wisselende sociale contacten had. Omdat zijn literaire werk sterk autobiografische trekken vertoont is zijn literaire werk de belangrijkste en mogelijk de meest betrouwbare bron van informatie over zijn leven.
De moeilijke relaties met bazinnen en hospita's, de vernederende behandelingen door psychiaters, rechters en andere ambtsdragers, de moeizame en onaangename kanten van de intermenselijke relaties in het algemeen en de wanhoop en beklemming zijn thema's waarmee al zijn werk doorspekt is.
- Er is veel gespeculeerd over de reden waarom hij zo vaak een betrekking als huisknecht zocht. Algemeen wordt aangenomen dat Arends deze betrekkingen koos uit een vermeende masochistische behoefte. Een betrekking als huisknecht had in de periode van de wederopbouw, met een hoge woningnood, als voordeel dat een huisknecht vaak inwonend was. Na de opname in een inrichting of het opzeggen van een dienstbetrekking leverde een nieuwe betrekking als huisknecht tevens een nieuw onderkomen op. Mogelijk heeft dit voordeel samen met zijn neiging tot frequent verkassen, zijn voorkeur voor het werk van huisknecht versterkt.
- Er is, naast de beschrijvingen die Arends zelf geeft, weinig bekend over de behandelingen die hij heeft moeten ondergaan in de zorginstellingen waar hij verbleef. De medische dossiers die informatie over zijn behandeling bevatten vallen onder het medisch beroepsgeheim. Als er nog dossiers over de behandelingen van Jan Arends bewaard gebleven zijn zullen ze voor onderzoekers buiten de geneeskunde waarschijnlijk ontoegankelijk blijven.

In januari 1944 heeft Jan Arends een eerste gedicht in een illegaal krantje gepubliceerd. Vanaf 1949 publiceerde hij in verschillende tijdschriften zo nu en dan gedichten. Zijn eerste dichtbundel Gedichten werd in 1965 door De Bezige Bij uitgebracht. Arends debuteerde als verhalenschrijver in 1955 in het blad Maatstaf met het verhaal Lente/Herfst. Het heeft echter tot de publicatie van de verhalenbundel Keefman in 1972 geduurd tot hij in brede kring als serieus literair schrijver en dichter erkend en ontdekt is. Voor 1970 was de maatschappelijke weerstand tegen erkenning van mensen als Jan Arends als serieus schrijver en dichter mogelijk te groot. Om de erkenning als serieus schrijver mogelijk te maken hebben de maatschappelijke veranderingen tijdens de jaren zestig en de opkomst van de antipsychiatrie in Nederland deze weerstand waarschijnlijk voldoende gereduceerd.
Jan Arends heeft nog geen twee jaar als schrijver en dichter de aandacht van een breed lezerspubliek getrokken. Op 21 januari 1974, de dag waarop zijn gedichtenbundel Lunchpauzegedichten verschijnt, pleegt hij zelfmoord door uit het raam van zijn woning op de vijfde etage van een flat in Amsterdam te springen. Na deze gebeurtenis verscheen in 1974 zijn verhalenbundel Ik had een strohoed en een wandelstok, de laatste bundel die door hemzelf samengesteld is. Uit zijn nalatenschap werd door Remco Campert de dichtbundel Nagelaten gedichten samengesteld die in 1975 verscheen. In 1983 verschijnt het Verzameld werk met daarin een aantal niet eerder gepubliceerde gedichten.
Zijn werk heeft tot in de jaren tachtig en negentig van de twintigste eeuw bij een breder publiek in de belangstelling gestaan. Jan Arends wordt door sommigen beschouwd als een enfant terrible van de literaire wereld of een cultfiguur maar door anderen wordt hij gezien als een held van de tegencultuur en van de antipsychiatrie. De Bezige Bij heeft als blijk van erkenning al het literaire werk van Jan Arends in 2014 opnieuw uitgegeven.

## Literaire carrière
Arends werd in 1972 op slag beroemd door de verhalenbundel Keefman, een onbarmhartige beschrijving van het leven van een man die voortdurend botst met de buitenwereld en behandelende psychiaters in de vorm van een aantal brieven aan een "VRIEND". In zekere zin was dit een potsierlijke beschrijving van zijn eigen leven; zeker zeven jaren bracht hij door in klinieken wegens zijn onrustige geest en zijn alcoholverslaving.
Die onrustige geest openbaarde zich vaak in querulanten-gedrag. Arends voelde zich door collega-schrijvers niet serieus genomen en liet dat steeds vaker op hoge toon merken. Ooit liet hij zich ontvallen dat hij eigenlijk recht had op de Nobelprijs. Zijn opstelling maakte hem tot een markante figuur in de literaire wereld. Dit imago werd nog eens versterkt door de openhartige wijze waarop hij verslag deed van zijn belevenissen als huisknecht voor welgestelde dames (door Arends als 'wijven' aangeduid). Hij putte er volgens sommigen seksuele voldoening uit om door deze 'wijven' te worden gecommandeerd. Wanneer zijn werkgeefster na verloop van tijd medelijden voor Arends ging opvatten, nam hij ontslag.
Bij nadere beschouwing kunnen de nodige vraagtekens en kanttekeningen geplaatst worden bij deze lezing. Arends werd door een aantal collega-schrijvers wel degelijk serieus genomen. Rudy Kousbroek verklaart onder andere op de achterflap van het Verzameld werk: "Keefman is een boek zoals er maar weinig geschreven worden en voor een heel oeuvre met het niveau van het titelverhaal of een verhaal als 'Vrijgezel op kamers' zou ik de Nobelprijs geen overdreven beloning vinden." In de inleidende bijdrage "Je denkt toch niet dat ik gek ben?" bij het "Verzameld werk" wordt onder meer vermeld dat Dick van de Pol vrijwel direct na het verschijnen van Keefman verslag doet in Vrij Nederland van een gesprek dat hij met Jan Arends had op Paviljoen III van het Wilhelmina Gasthuis. Daarnaast hadden onder meer Adriaan van der Veen, Alfred Kossmann en Remco Campert hun blijk van waardering voor het werk van Jan Arends gegeven. Henk Hofland heeft in de Haagse Post van 2 maart 1974 alleen verklaard: "Bij nader inzien heb ik van Jan Arends, toen hij nog leefde, nooit iets begrepen".
Voor zijn kleine oeuvre zou hij in 1973 de Multatuliprijs krijgen. Toen Arends het raam uitsprong, was het juryrapport nog niet gereed. Aangezien het doel van de prijs  'het stimuleren van de scheppende kunst'  was, zag men af van een postume uitreiking.
Ruim veertig jaar na zijn dood in 1974, lijkt de belangstelling voor Jan Arends' werk eerder te groeien dan af te nemen. In 1984 verscheen de documentaire "Stil, Jan Arends moet schrijven!", over het leven van Jan Arends. In hetzelfde jaar werd zijn verzameld werk uitgegeven, dat een paar keer werd herdrukt. In 1997 werd voor Het Uur van de Wolf een gedramatiseerde documentaire over Jan Arends' leven gemaakt. In 2003 verscheen onder de titel "Angst voor de winter" een vuistdikke biografie van Jan Arends. In 2014 zijn alle verhalen- en dichtbundels van Jan Arends door De Bezige Bij opnieuw uitgegeven in samenwerking met uitgeverij Lebowski. Elke heruitgave uit 2014 werd door een andere schrijver van een speciaal nawoord voorzien.

## Zelfmoord
Op de dag dat zijn nieuwe bundel Lunchpauzegedichten verscheen, maakte hij om acht uur 's avonds een dodelijke sprong uit het aan de binnentuin gelegen raam van zijn Amsterdamse flat op de vijfde etage aan het Roelof Hartplein. Hij schreef eerder in een gedicht de zin "Teplettervallen is een goede dood" wat door sommigen gezien wordt als een aanwijzing dat hij deze zelfmoord gepland had. Er is reden om te twijfelen aan de populaire opvatting dat Jan Arends weloverwogen en opzettelijk op deze manier een eind aan zijn leven gemaakt zou hebben. In het gedicht met de aangehaalde regel staat deze regel herhaald waarin "Teplettervallen" vervangen is door "Kanker", "Verdrinken", "Zelfmoord" en "Elke dood". Daaronder staan een aantal regels die over "een slechte dood" gaan. De dood en het sterven komt in het werk van Jan Arends in veel verhalen en in talloze variaties voor. Als Jan Arends op een andere manier aan zijn eind gekomen was, was daarover waarschijnlijk ook een regel in zijn werk te vinden geweest.

## Nagedachtenis

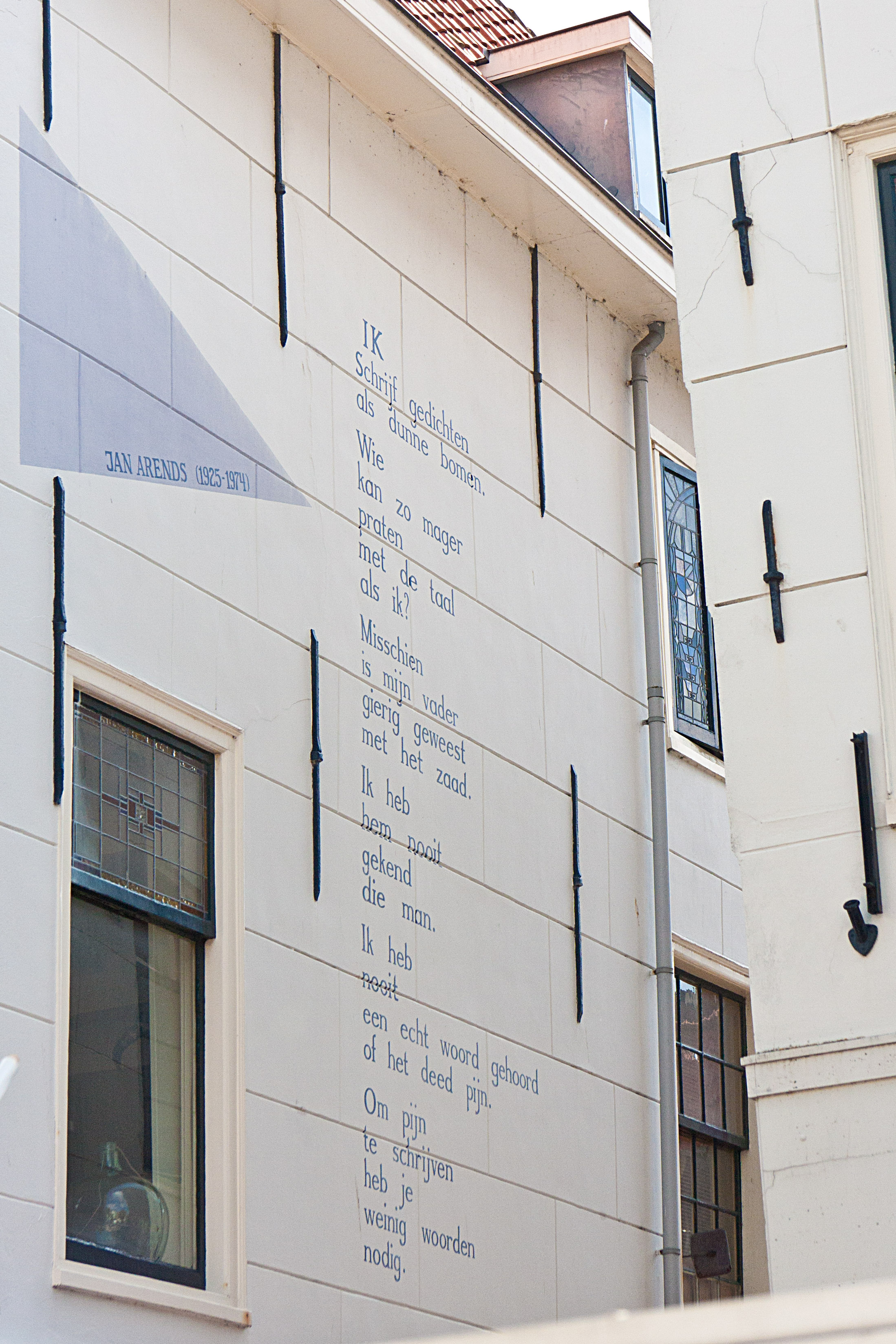
Muurgedicht (Ik / schrijf gedichten / als dunne bomen) van Jan Arends, Botermarkt 12, hoek Choorlammersteeg in Leiden

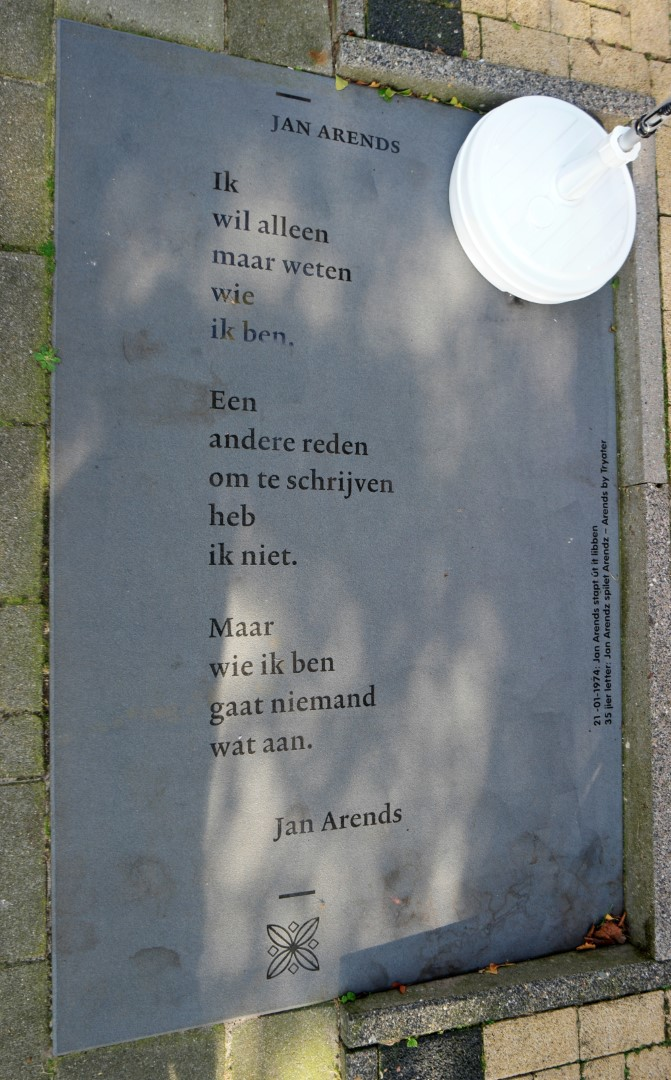
Steen Poëzieroute Leeuwarden

Het leven en het werk van Jan Arends blijft kunstenaars, onderzoekers en het publiek om uiteenlopende redenen bezighouden. In 1984 studeerden drie studenten van de Nederlandse Filmacademie af op de documentaire "Stil, Jan Arends moet schrijven!" waarin een interview uit 1973 met Jan Arends zelf en interviews met jeugdvrienden en bekenden uit de literaire wereld verwerkt zijn. Onder de geïnterviewden zijn de uitgever Geert Lubberhuizen en schrijfster Inez van Dullemen die beiden vrij onprettige ervaringen met Jan Arends opgedaan hebben.
Studentenweekblad Propria Cures stelde in 1979 de Keefman Bokaal in, een literaire prijs vernoemd naar Jan Arends verhaal 'Keefman'. De bedoeling was om begrip te kweken voor de thematiek van kamernood, afwijkend gedrag en zelfmoord in de Nederlandse letteren, maar vooral om de nagedachtenis van Jan Arends levend te houden. De wisselbokaal werd in 1979 uitgereikt aan A. Moonen en in 1983 aan Wim Heins.
In 1997 maakte Jelle Nesna een speelfilm van 54 minuten  over Jan Arends, naar een scenario van Koert Davidse. Gebeurtenissen uit het leven van Arends wordt daarin gereconstrueerd met behulp van scènes uit zijn werk. De rol van Arends werd gestalte gegeven door Jeroen Willems. NPS en VPRO zonden de film uit in het kader van Het uur van de wolf.
In 2003 verscheen de biografie Angst voor de winter van Nico Keuning.
Een gedicht van Jan Arends (Ik / schrijf gedichten / als dunne bomen) staat geschilderd op een muur van Botermarkt 12 in Leiden, als onderdeel van het project Muurgedichten.
Een steen met daarop een gedicht van Arends werd in 2009 geplaatst voor het gebouw van theatergezelschap Tryater te Leeuwarden. Het was de 38e poëziesteen van de Poëzieroute Leeuwarden. Acteur Jan Arendz van Tryater had in 2007 al een  voorstelling over Arends gemaakt.